# Стол (Српски Карпати)
Стол је планина у источној Србији удаљена 16 km северно од Бора, припада општини Бор и Борском округу у региону који је познат и под именом Тимочка Крајина.
До њега се долази асфалтним путем из Бора који пролази кроз насеље Кривељ, из чијег центра пут скреће правцем где постоји саобраћајна ознака за Влаоле и Мајданпек. Овим путем долази се на раскрсницу иза Великог крша, која се назива Цепе. Од ове раскрснице, путем према Бучју, долази се до друге раскрснице где макадамски пут одваја узбрдо, крај куће на тој раскрсници. Одатле, маркираним пречицама, дом је удаљен 40 минута хода.   
Врх планине Стол налази се на надморској висини од 1.156 m. Планина обилује атрактивним алпинистичким теренима и лепим пространим ливадама богатим лековитим травама.
Стол је у ужем смислу издвојени целовити масив на кружном простору пречника око 3 km. Овај кружни простор сужава се према југу, те је ту приступачан за пењање, док се од запада до севера оивичена стрмина завршава окомитим стенама, које су интересантне за алпинисте, те је овај део простора једно од њихових омиљених вежбалишта. Вршни гребен пружа се на правцу север-југ, уздижући се у највиши врх на самом северу. 
Масив Стола изграђен је од гранита, кристаластих шкриљаца и лискуновитог пешчара у подини, над којима је кречњачка табла нагнута од северозапада ка југоистоку.
Планина је погодна за: планинарење, алпинистичко и спортско пењање а зими за разне смучарске дисциплине. На планини постоје: планинарски дом, уређене смучарске стазе и ски лифт. Поред планинарског дома налази се језерце.